# Дейнега, Алексей Тихонович
Алексей Тихонович Дейнега (1914—1988) — советский войсковой разведчик. Участник Великой Отечественной войны. Герой Советского Союза (1945). Старший сержант.

## Биография
Родился 15 марта (2 марта — по старому стилю) 1914 года в селе Мотрино Кременчугского уезда Полтавской губернии Российской империи (ныне Кобелякского района Полтавской области Украины) в крестьянской семье. Украинец. По окончании семи классов сельской школы работал в колхозе «Красный партизан», затем в Мотринском сельском Совете. В 1936—1938 годах проходил срочную военную службу. После демобилизации младший командир А. Т. Дейнега вернулся в родное село. Перед войной работал секретарём Мотринского сельского Совета.
В ряды Рабоче-Крестьянской Красной Армии вновь был призван 14 августа 1943 года Кишеньковским райвоенкоматом Полтавской области Украинской ССР. В боях с немецко-фашистскими захватчиками младший сержант А. Т. Дейнега с августа 1943 года в составе отдельной моторизованной разведывательной роты 43-й инженерно-сапёрной бригады 27-й армии Воронежского фронта (с 20 октября 1943 года — 1-й Украинский фронт). Участвовал в Битве за Днепр на Букринском плацдарме, в Киевской наступательной операции и в Киевской оборонительной операции, освобождал Правобережную Украину, участвуя в Житомирско-Бердичевской операции, затем составе 2-го Украинского фронта в Уманско-Ботошанской операции, форсировал реки Южный Буг, Днестр, Прут и Сирет. Прошёл путь от младшего сержанта до старшего сержанта. Алексей Тихонович со своими бойцами неоднократно выполнял задания командования по разведывательно-диверсионной работе в глубоком тылу противника, захвату «языков». Так, в ходе Ясско-Кишинёвской операции группа разведчиков под командованием старшего сержанта А. Т. Дейнеги прошла по глубоким тылам противника около 200 километров, собрав данные о водных преградах, оборонительных сооружениях противника, его инженерных коммуникациях и скоплениях войск. Добытые группами А. Т. Дейнеги разведданные способствовали также успешным действиям 27-й армии в ходе Дебреценской и Будапештской операций. В феврале 1945 года Алексей Тихонович участвовал во взятии города Будапешт. При ликвидации окружённой в городе группировки противника с четырьмя бойцами своего отделения отразил попытку прорыва немцев на своём участке, уничтожив около 120 солдат и офицеров вермахта, ещё 342 немецких и венгерских солдата сдались в плен.
Всего за время участия в боевых действиях разведывательно-диверсионные группы под командованием А. Т. Дейнеги взорвали 11 мостов в тылу противника, 9 немецких складов, уничтожили 4 штаба врага, взяли 11 «языков», в том числе четырёх офицеров. Войну закончил в составе 3-го Украинского фронта 10 мая 1945 года на реке Мур в Австрии в ходе Венской наступательной операции. 29 июня 1945 года старшему сержанту Алексею Тихоновичу Дейнеге указом Президиума Верховного Совета СССР присвоено звание Героя Советского Союза.
После демобилизации в 1945 году поселился в городе Днепродзержинске Днепропетровской области Украинской ССР. Работал заместителем председателя Днепродзержинского райисполкома. С 1947 по 1968 год руководил городским комбинатом бытового обслуживания. Скончался 20 сентября 1988 года. Похоронен в городе Днепродзержинске.

## Награды
- Медаль «Золотая Звезда» (29.06.1945);
- орден Ленина (29.06.1945);
- орден Красного Знамени (13.12.1944);
- орден Славы 2 степени (16.03.1945);
- орден Славы 3 степени (16.08.1944);
- орден Отечественной войны 1 степени (06.04.1985);
- медали.

## Память
- Бюст Героя Советского Союза А. Т. Дейнеги установлен в городе Кобеляки Полтавской области Украины.

## Документы
- Общедоступный электронный банк документов «Подвиг Народа в Великой Отечественной войне 1941—1945 гг.» Архивировано 13 марта 2012 года. № в базе данных 46638375 Герой Советского Союза. Архивировано 21 мая 2013 года., 43719586 Орден Красного Знамани. Архивировано 21 мая 2013 года., 1514667318 Орден Отечественной войны 1-й степени. Архивировано 21 мая 2013 года., 25542299 Орден Славы 2-й степени. Архивировано 21 мая 2013 года., 35016963 Орден Славы 3-й степени. Архивировано 21 мая 2013 года.